# Fundació Altem
La Fundació Altem és una entitat que des del 1968 es dedica a l'atenció de persones amb discapacitat intel·lectual o malaltia mental a l'Alt Empordà, i la promoció de la integració social i laboral. A finals del 2018 l'entitat atenia 735 persones i oferia feina a 270 persones.
L'1 d'agost del 2006 va començar a portar el servei de jardineria del jaciment arqueològic d'Empúries.
Amb motiu de les retallades a les entitats socials l'entitat ha tingut problemes per cobrar els ajuts del Govern en diversos moments. El 2015 van denunciar retards en el cobrament de les ajudes per poder pagar els salaris.
Des del mes d'abril del 2018 no va cobrar les ajudes durant mig any i alguns dels treballadors amb alguna discapacitat de l'entitat van tenir problemes en cobrar pagues endarrerides el 218 i el 2019. En concret, el gener del 2019 el Govern de la Generalitat devia 150.000 euros dels diners compromesos a l'entitat. En aquest cas el 15 de gener del 2019 es va tornar a la normalitat.
L'entitat va ser guardonada amb la Creu de Sant Jordi l'any 2019 "pel seu compromís social i la seva tasca incommensurable a favor de la plena igualtat, la millora de la qualitat de vida i la inserció d'aquests col·lectius en la nostra societat".
L'entitat preveia obrir a principis de la dècada del 2020 un conjunt de set habitatges unifamiliars amb jardí adaptats a les persones amb alt grau de discapacitat intel·lectual. L'edifici es preveia fer en uns terrenys cedits per l'Ajuntament de Figueres, en concret a l'antiga Llar d'Infants Ramon Reig. El projecte preveia que tingués 60 places, 20 més que l'edifici anterior. Aquest complex ha de substituir la residència de profunds Les Acàcies, del Far d'Empordà.